# Stemodia debilis
Stemodia debilis är en grobladsväxtart som beskrevs av George Bentham. Stemodia debilis ingår i släktet Stemodia och familjen grobladsväxter. Inga underarter finns listade i Catalogue of Life.